# Darío Álvarez
Darío Rafael Álvarez Espinal (Santiago, 17 gennaio 1989) è un giocatore di baseball dominicano, lanciatore per i Minnesota Twins della Major League Baseball.

## Carriera

### Minor League
Álvarez firmò l'8 ottobre 2007 come free agent amatoriale coi Philadelphia Phillies. Nello stesso anno iniziò nella Dominican Summer League rookie con i DSL Phillies, finendo una vittoria e 3 sconfitte, 4.46 di media PGL (ERA) in 11 partite di cui 8 da partente. Nel 2008 con i DSL Phillies finì con 4 vittorie e 2 sconfitte, 2.32 di ERA e 2 salvezze in 18 partite di cui 5 da partente.
Il 18 agosto 2009 fu svincolato dai Phillies. Terminò la stagione 2009 con 3 vittorie e 4 sconfitte, 2.59 di ERA in 14 partite di cui 13 da partente, con 2 incontri completi di cui uno senza subire punti.
Álvarez tornò in campo nel 2013 firmando, da free agent, con i New York Mets. 
Fu assegnato alla New York-Penn League singolo A breve stagione con i Brooklyn Cyclones, finendo con 2 vittorie e 4 sconfitte, 3.10 di ERA in 12 partite tutte da partente (58.0 inning).

### Major League
Álvarez debuttò nella MLB il 3 settembre 2014, al Marlins Park di Miami contro i Miami Marlins.
Il 25 maggio 2016 Álvarez, fu chiamato dalla lista dei waivers dagli Atlanta Braves. Il 27 luglio i Braves lo scambiarono, assieme a Lucas Harrell, con i Texas Rangers in cambio del giocatore Travis Demeritte. 
Il 6 novembre 2017 Álvarez divenne free agent. Il 30 novembre, firmò un contratto di un anno con i Chicago Cubs. 
Il 21 marzo 2018, fu prelevato tra i waivers dai Seattle Mariners, e venne svincolato dalla squadra il 3 agosto. 
Il 10 gennaio 2019, Álvarez firmò un contratto di minor league con i Minnesota Twins. Venne svincolato il 27 marzo, prima dell'inizio della stagione regolare dei Twins.
Il 17 maggio 2019, Álvarez firmò con i Leones de Yucatán della Liga Mexicana de Béisbol. Scese in campo in due occasioni prima di essere svincolato dalla squadra il 31 maggio.

## Palmares

### Nazionale
- Giochi Olimpici:  Medaglia di Bronzo

Team Rep. Dominicana: 2020